# Aerotabla

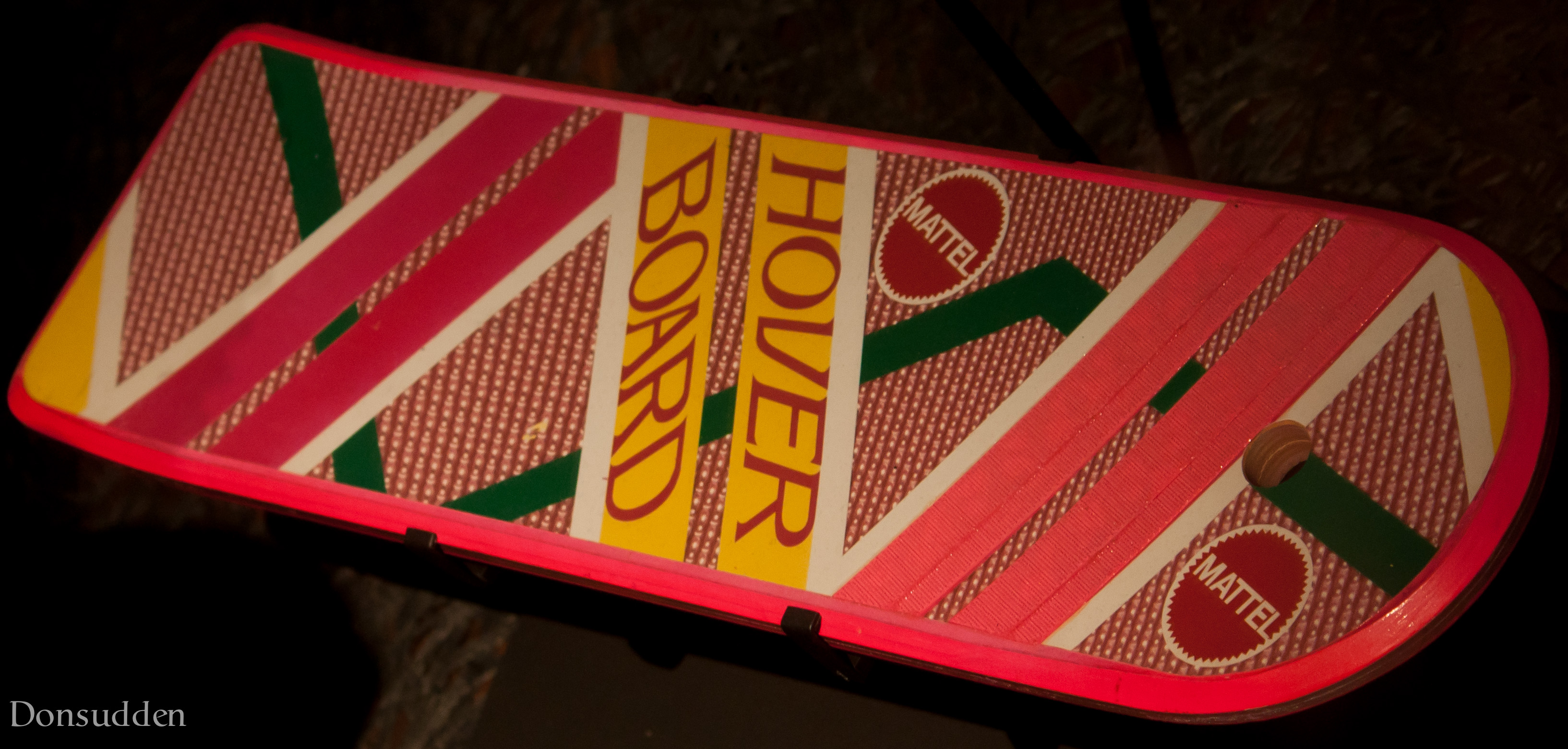
Aerotabla usada en las películas "Volver al futuro Parte II" y "Volver al futuro Parte III"

Una aerotabla, hoverboard o tabla voladora estacionaria, es una tabla levitadora (flotadora) utilizada para el transporte personal, parecida a un monopatín, pero sin ruedas.
Aparece en las películas de Back to the Future Part II y Back to the Future Part III. A través de los efectos especiales de los cineastas las tablas aparecen sobre el suelo. Durante la década de 1990 hubo rumores, alimentados por el director Robert Zemeckis, de que los hoverboards eran una realidad, pero que no fueron comercializados porque fueron considerados demasiado peligrosos por un grupo de padres. Estos rumores han sido concluyentemente desacreditados.
Algunas empresas con la esperanza de aprovechar el éxito comercial de las películas, han comercializado aerodeslizadores como patinetas voladoras, pero estos productos no se han demostrado que repliquen la experiencia representada en las películas. Con posterioridad al cine, el concepto aerotabla ha sido reutilizado por muchos autores en diversos medios de comunicación, en universos de ficción que no están directamente relacionados con Back to the Future. 
Un inventor ha creado un prototipo de aerotabla magnética, el primero de su tipo fuera de la ficción capaz de ofrecer una experiencia similar a los de las películas, aunque sólo como una monopatín que levita.